# Retascón
Retascón es un municipio y localidad española de la provincia de Zaragoza en la comunidad de Aragón. El término municipal, ubicado en las comarcas del Campo de Daroca y de Campo Romanos, tiene una población de 73 habitantes (INE 2024).

## Geografía
Integrado en la comarca de Campo de Daroca, se sitúa a 76 km de la capital provincial. El término municipal está atravesado por la carretera nacional N-330 entre los pK 419 y 423, además de por una carretera local que comunica con Langa del Castillo. Se encuentra en una zona natural conocida como Campo Romanos.
El relieve del municipio está definido por un altiplano del sistema Ibérico, oscilando la altitud entre los 979 m (El Plano) al oeste, en el límite con Daroca, y los 850 m al suroeste, a orillas de la rambla de la Mina. El pueblo se alza en la depresión que forma la rambla de la Mina a 883 m sobre el nivel del mar.
| Noroeste: Manchones | Norte: Langa del Castillo | Noreste: Torralbilla y Mainar |
| Oeste: Daroca       |                           | Este: Villarroya del Campo    |
| Suroeste: Daroca    | Sur: Daroca               | Sureste: Daroca               |

## Historia
En el año 1248, por privilegio de Jaime I, este lugar se desliga de la dependencia de Daroca, pasando a formar parte de Sesma del Campo de Gallocanta en la Comunidad de Aldeas de Daroca, que en 1838 fue disuelta.
A mediados del siglo XIX, el lugar tenía contabilizada una población de 128 habitantes. Aparece descrito en el decimotercer volumen del Diccionario geográfico-estadístico-histórico de España y sus posesiones de Ultramar de Pascual Madoz de la siguiente manera:

RETASCON: l. con ayunt. en la prov., aud. terr. y dióc. de Zaragoza (12 leg.), c. g. de Aragon, part. jud. de Daroca (1). sit. en un barranco al pie del puerto llamado de Retascon; le baten los vientos del N. y E.; su clima es templado, y las enfermedades mas comunes intermitentes. Tiene 34 casas, inclusas las del ayunt. y cárcel; escuela de niños concurrida por 14, y dotada con 1,320 rs.; igl. parr. (san Blas y San Cristóbal) servida por un cura de entrada de provision real ordinaria; una ermita (San Cristóbal) á medio cuarto dist. de la pobl., y un cementerio en el mismo pueblo. Los vec. se surten de manantiales que hay en el témr. de buena calidad. Confina el term. N. con Langa; E. Villarroya; S. Nombrevilla, y O. Daroca; su estension es de 3/4 de leg. en todas direcciones; contiene una deh. al N., y algunas canteras de piedra y cal. El terreno es secano de mala calidad. Los caminos conducen á Daroca y Zaragoza, en buen estado, y en él hay una venta. El correo se recibe de Daroca por un cartero tres veces á la semana. prod.: centeno para el consumo; mantiene ganado lanar, y hay caza de liebres. ind.: la agrícola. pobl.: 27 vec., 128 alm. cap. prod.: 480,834 rs. imp.: 28,700. contr.: 6,012.
(Madoz, 1849, p. 427)

## Demografía
Retascón cuenta con una población de 73 habitantes (INE 2024).
| Gráfica de evolución demográfica de Retascón entre 1842 y 2021                                                      |
| |
| Población de derecho según los censos de población del INE Población de hecho según los censos de población del INE |

## Administración y política
| Período   | Alcalde                       | Partido |  |
| --------- | ----------------------------- | ------- |  |
| 1979-1983 | Eloy Monge Salvador           | UCD     |  |
| 1983-1987 |                               |         |  |
| 1987-1991 |                               |         |  |
| 1991-1995 |                               |         |  |
| 1995-1999 |                               |         |  |
| 1999-2003 |                               |         |  |
| 2003-2007 |                               |         |  |
| 2007-2011 |                               |         |  |
| 2011-2015 | Armando Monge Salvador        | PAR     |  |
| 2015-2019 | Armando Monge Salvador        | PAR     |  |
| 2019-2023 | Ana Isabel Montejano Marquina | PAR     |  |
| 2023-2027 | Ana Isabel Montejano Marquina | PAR     |  |

| Partido político    | Partido político                                   | 2003   | 2007   | 2011   | 2015   | 2019   | 2023   |
| Partido político    | Partido político                                   | Ediles | Ediles | Ediles | Ediles | Ediles | Ediles |
|                     | Partido Aragonés (PAR)                             | 1      | 1      | 1      | 1      | 1      | 1      |
|                     | Partido de los Socialistas de Aragón (PSOE-Aragón) | —      | —      | —      | —      | —      | —      |
|                     | Partido Popular de Aragón (PP)                     | —      | —      | —      | —      | —      | —      |
|                     | Chunta Aragonesista (CHA)                          | —      | —      | —      | —      | —      | —      |
| Total de concejales | Total de concejales                                | 1      | 1      | 1      | 1      | 1      | 1      |

## Cultura

### Patrimonio
En su casco urbano se encuentra la iglesia parroquial católica de la Asunción de la Virgen, de estilo barroco del siglo XVIII, originariamente de estilo mudéjar, cuyo interior alberga valiosos retablos del siglo XV y XVI. Igualmente se pueden observar los restos de un antiguo castillo gótico.
A la salida del pueblo, en el antiguo camino de tierra que lleva a Daroca, se encuentra un pairón, cuyo estado de conservación es bastante bueno. Fue restaurado en 2003 y en sendas hornacinas tiene las imágenes de San Bartolomé, San Blas, San Cristóbal y Santa Bárbara, patronos de las cuatro fiestas que hay en el pueblo. Este tipo de construcción es una especie de monolito de piedra y ladrillo, cuya finalidad debía de ser la de marcar el límite de un territorio.
En su término municipal existe también una ermita dedicada a San Cristóbal.
Asimismo, hay catalogados dos palomares en ruinas, próximos entre sí, de planta cuadrada y construidos sobre roquedales.

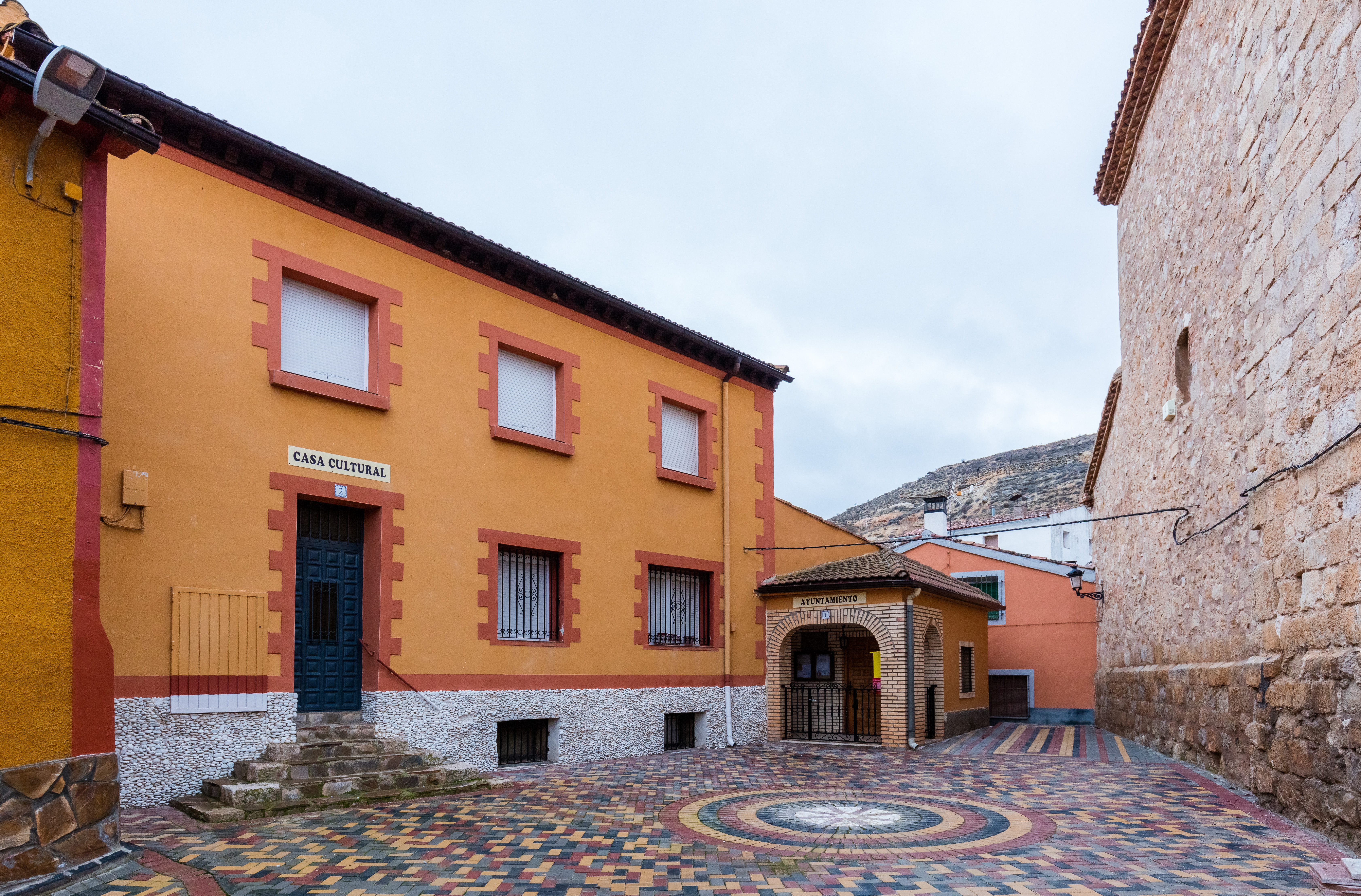
Ayuntamiento
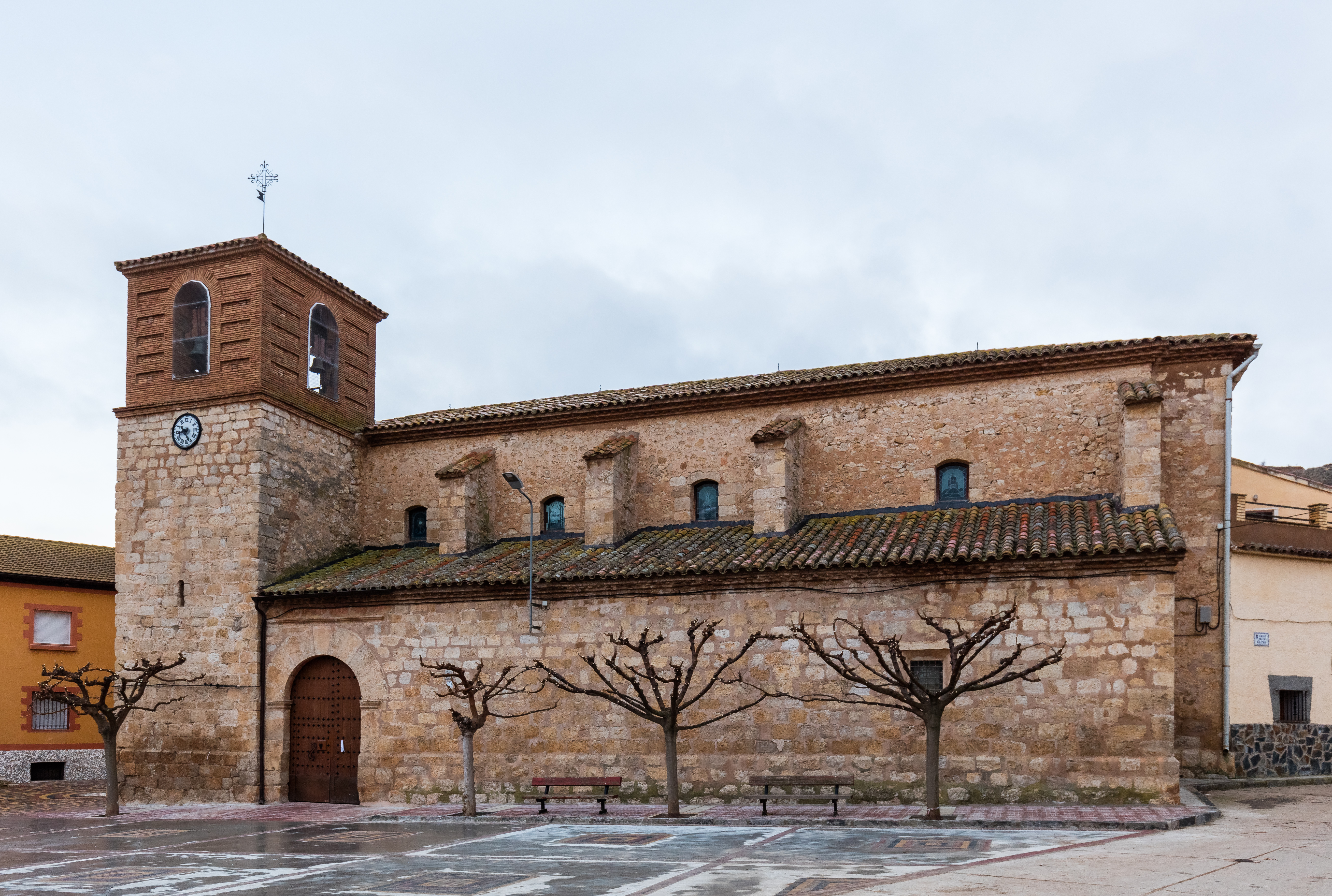
Iglesia de la Asunción de la Virgen
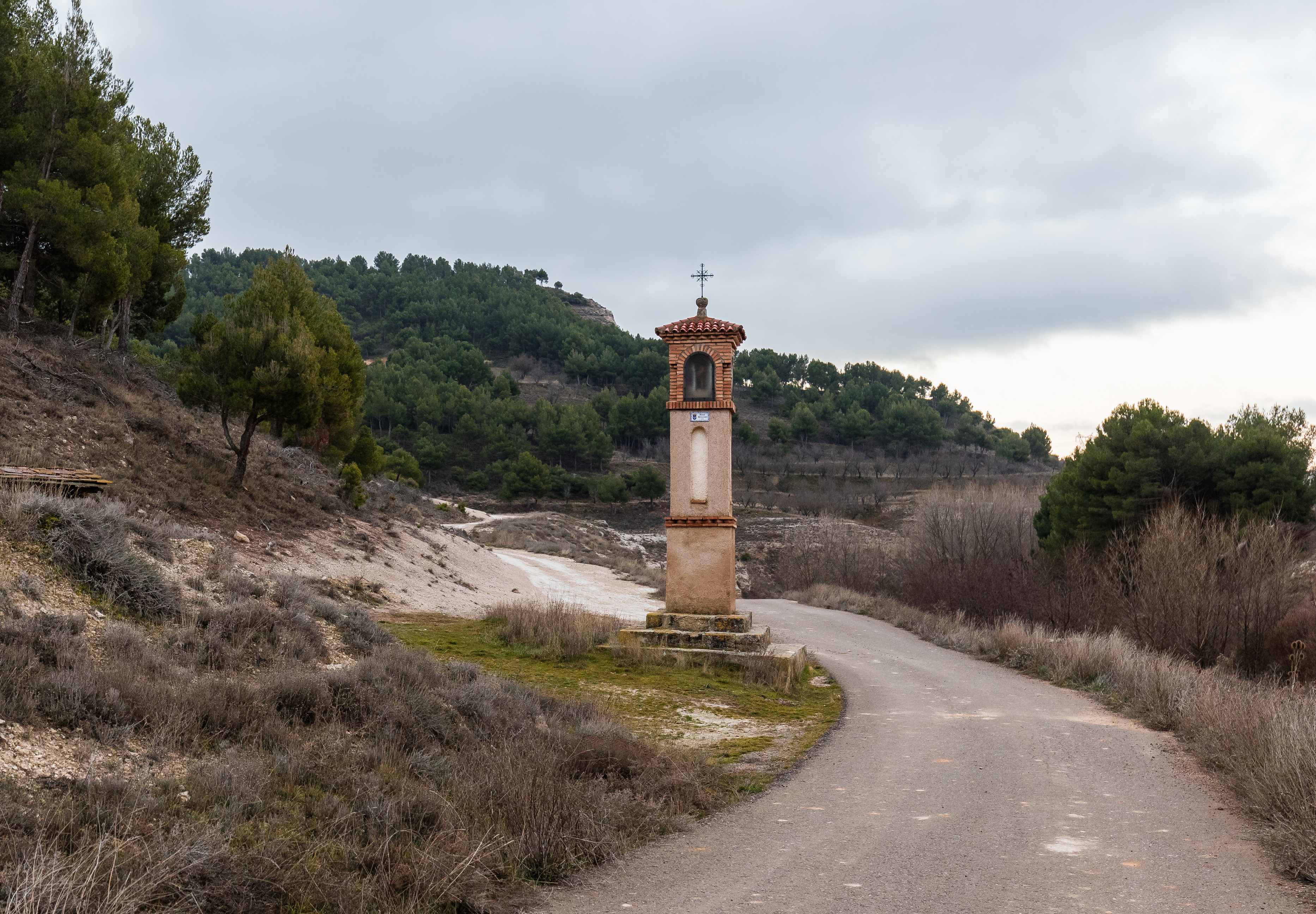
Peirón de Santa Bárbara
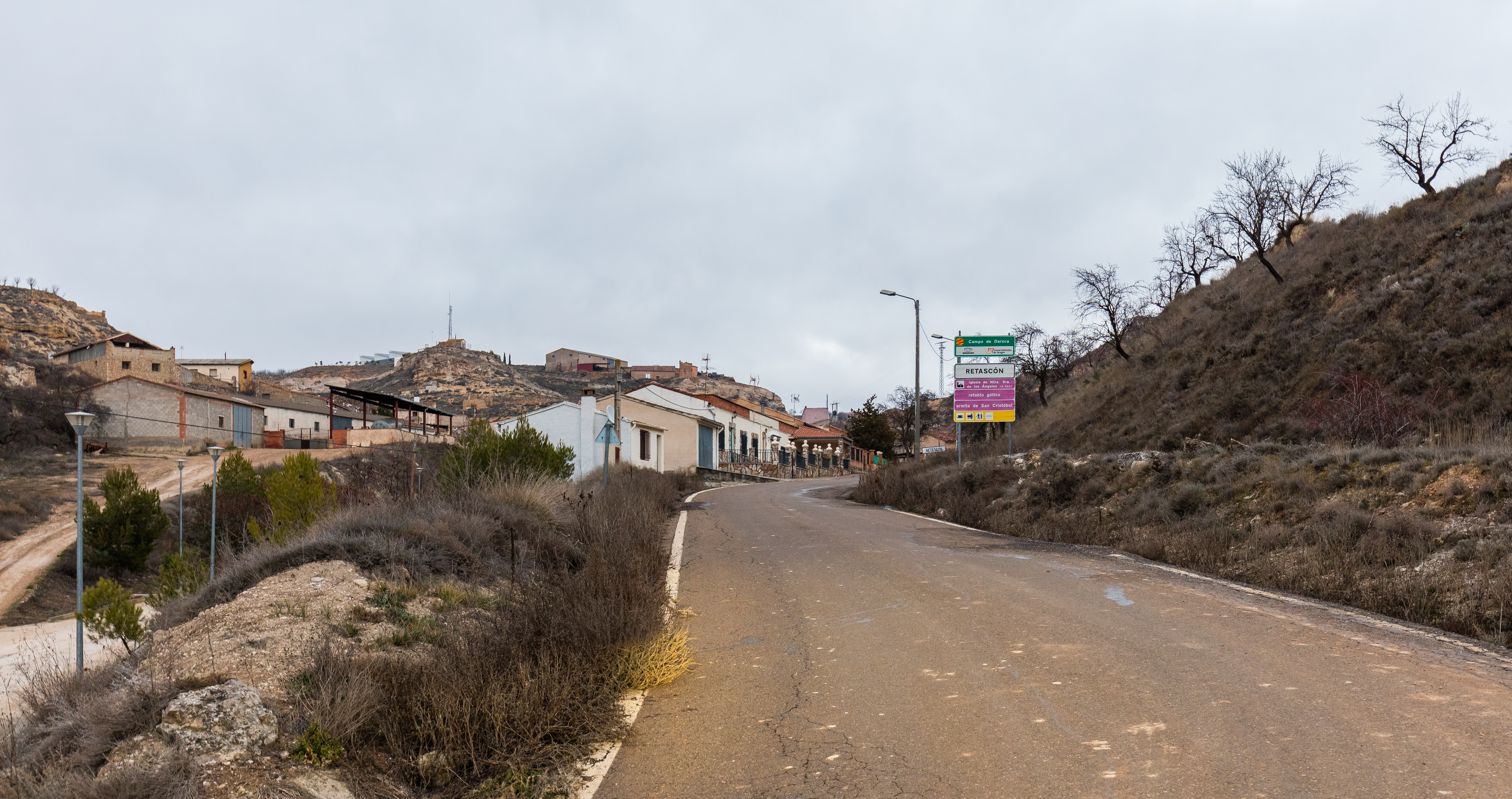
Entrada al municipio
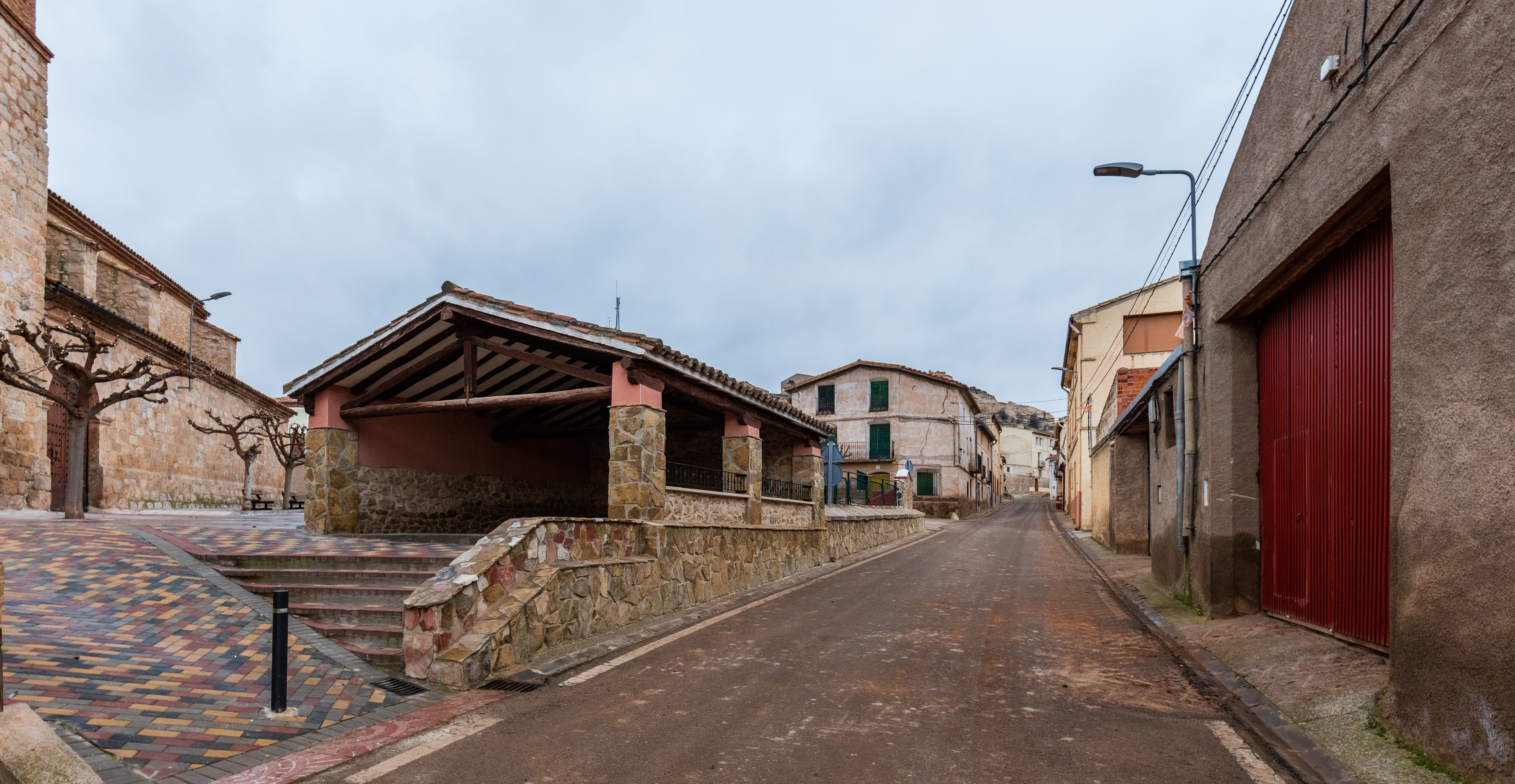
Salida del municipio
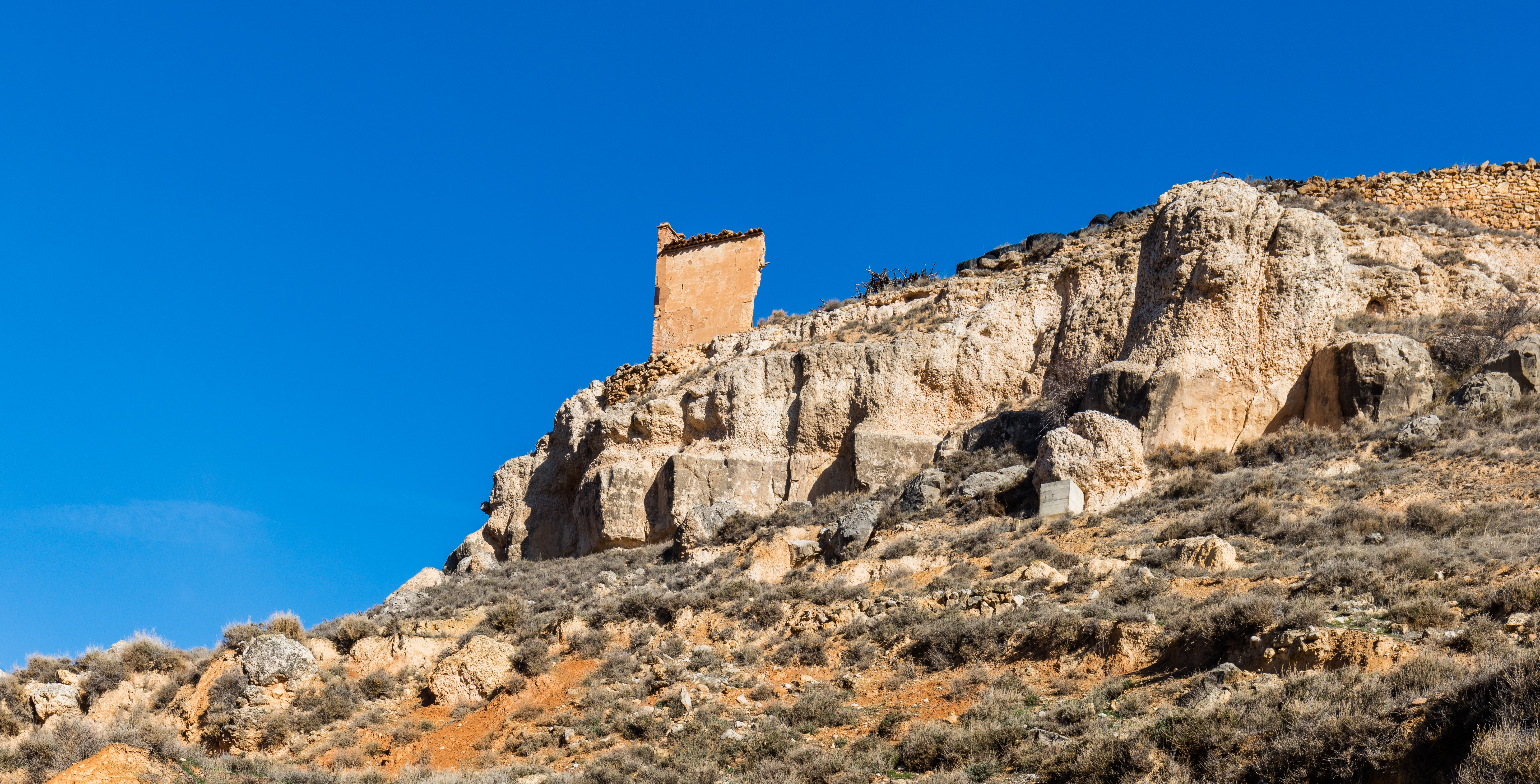
Restos de la ermita de San Cristóbal
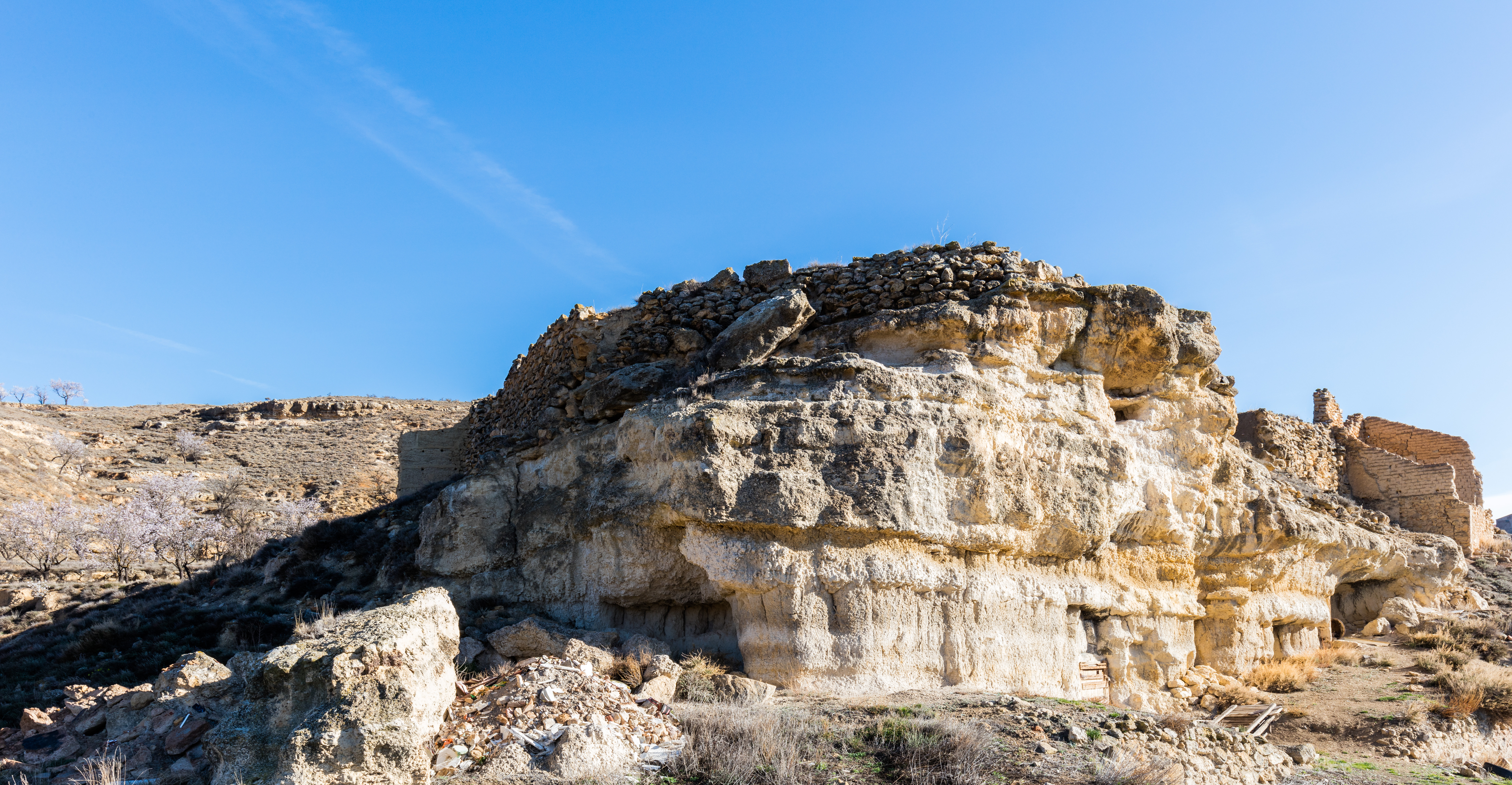
Restos del castillo de Retascón

### Fiestas
Las fiestas mayores se celebran en honor de san Bartolomé (24 de agosto) y tienen lugar la tercera semana de agosto.

### Gastronomía
Destacan los dulces y, entre ellos, sus famosas tortas.

## Personas notables
El llamado Maestro de Retascón, pintor gótico de principios del siglo XV, que dejó su obra más representativa en esta localidad. Autor principal del retablo que se conserva en la iglesia, dedicado a la Virgen María y compuesto de diecinueve tablas, cuya fabricación se sitúa en torno al año 1425.